# Шлаф, Иоганнес
Иоганнес Шлаф (нем. Johannes Schlaf; 21 июня 1862, Кверфурт — 2 февраля 1941, Кверфурт) — немецкий писатель и драматург. Принадлежал к натуралистическому направлению в немецкой драматургии.

## Биография
Иоганнес Шлаф родился в купеческой семье, которая упорно сопротивлялась его художественным и литературным порывам, но, несмотря на это, он ещё студентом пробовал свои силы в беллетристике, а сойдясь с Арно Хольцем определил своё призвание. С 1888 года жил и работал вместе с последним.
Соединяя теорию с практикой, они писали статьи в защиту реализма, более тонкого и интимного, чем натурализм Эмиля Золя, а в 1889 году выступили со сборником рассказов «Papa Hamlet» (под псевдонимом Bjarne P. Holmsen), за которым последовали драма «Familie Selicke» (1890), рассказы «Neue Geleise» (1892) и роман «Junge Leute» (1890). Эти произведения были для немцев новым словом драматической техники и имели решающее значение для стиля Герхарта Гауптмана, который находился также под личным вилянием Шлафа и Гольца; сами они, согласно ЭСБЕ: «не пошли дальше и остались далеко за своим талантливым последователем».
В позднейших своих произведениях был подвержен теософско-мистическим настроениям.

## Пьесы
- 1890 — драма «Семья Зелике» (в соавторстве с А. Хольцем; «Свободный театр» О. Брама, Берлин)
- 1892 — «Мастер Ельце»
- 1896 — комедия «Весна»
- 1898 — драма «Гертруда»
- 1899 — «Враждебные»
- 1906 — «Вейганд»